# Відеодетектор

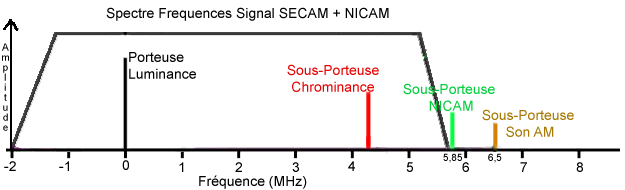
Склад телевізійного сигналу стандарту SECAM.

Відеодетектор - електронний пристрій, перетворювач електричних сигналів. При подачі на вхід відеодетектора телевізійного сигналу на несній або проміжній частоті, на виході формуються сигнали, необхідні для формування відеозображення на пристрої виводу (наприклад, ЕПТ). Такими сигналами є: 
- Сигнал яскравості - основний інформаційний сигнал
- Різницеві сигнали кольору
- Сигнали управління розгорткою (синхроімпульси)
- Сигнал рівня прив'язки чорного кольору
- Інформація для декодера телетексту

У відеодетекторі на основі відеопроцесора, на виході, як правило, замість сигналу яскравості і різницевих сигналів кольору видаються відразу декодовані R, G, B сигнали, отримані з них відповідно до правил кодування однієї із систем передачі кольоровості (PAL, SECAM і ін).
Для передачі звуку разом з телевізійним зображенням у всіх системах з негативною полярністю відео використовується частотна модуляція, аналогічна FM-радіо. Амплітудна модуляція сигналу звукового супроводу є непотрібною і шкідливою, і її усувають в підсилювачі ПЧ каналу звукового супроводу за допомогою обмежувача. Виділення НЧ сигналу звукового супроводу здійснюється частотним детектором. Після нього, як і в радіомовному приймачі, сигнал йде на ПНЧ і гучномовець.